# 國際紫外線探測衛星
國際紫外線探測衛星（英語：International Ultraviolet Explorer，縮寫：IUE），或翻譯為國際紫外線探測器，是以紫外線為主要觀測波段的太空望遠鏡。該太空望遠鏡是美國國家航空暨太空總署、歐洲太空總署和英國自然科學及工程研究委員會（SERC）的合作計畫。該計畫最早在1964年由一群英國科學家提出，並於1978年1月26日以 NASA 的三角洲系列運載火箭發射。該任務的預定執行時間為3年，但最後它延續了幾乎滿18年，直到1996年儀器被關機為止。被關機的原因是因為預算因素，而關機時它的望遠鏡運作仍跟最初狀態相去不遠。
IUE 是第一個天文學家在美國和歐洲的地面站進行實時觀測的太空望遠鏡。天文學家使用 IUE 對自太陽系至类星体等不同距離的天體觀測了超過10萬4千次。來自該衛星的重要科學成果包含首次對恆星風的大尺度研究、星際塵埃吸收光量的準確方式，以及對超新星SN 1987A的觀測顯示它和先前所知的恆星演化模型不同。當該任務結束時被認為是比先前的其他天文衛星任務更加成功。

## 歷史

### 動機
人眼可以看到波長約350（紫色）到700（紅色）奈米的光。紫外線的波長大約在10到350奈米之間。紫外線會對人類造成傷害，並且會被臭氧層大量吸收，使天文學家無法在地表以紫外線波段觀測天體。許多種類的天體會輻射大量的紫外線輻射，它們可以是表面溫度足夠高到能釋放紫外線的宇宙中最高溫和最大質量的恆星。活动星系核、吸積盤和超新星都可以發出強烈紫外線輻射，並且許多種元素在紫外線波段有強烈的吸收線。因此，星際物質造成的紫外線吸收線是研究其化學成分的有用工具。
在太空時代以前紫外線天文學這一分支是無法發展的，而最早期的一批太空望遠鏡被設計為觀測先前電磁波譜上無法觀測的紫外線波段。在之前特別成功的紫外線觀測衛星是軌道天文台的第二顆衛星，該衛星搭載了口徑20公分的紫外線望遠鏡。它發射於1968年，並且對1200個天體進行首次紫外線觀測，其中大部分是恆星 。該任務的成功讓天文學家考慮執行更大規模的任務。

### 概念

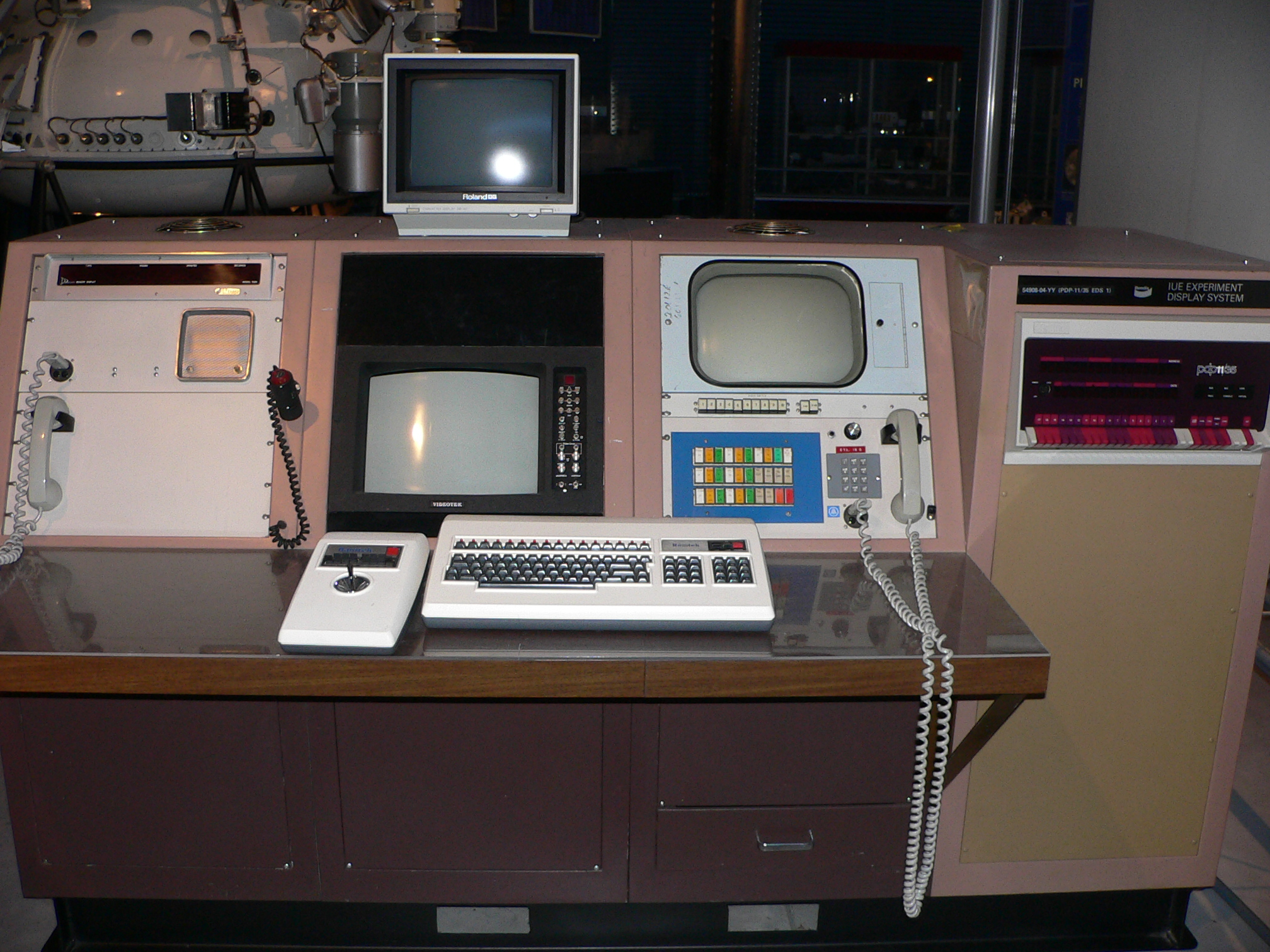
保存於史蒂文·乌德沃尔哈齐中心的 IUE 控制與顯示系統外殼。

最終成為 IUE 任務的軌道紫外線天文衛星概念最早是於1964年由英國天文學家羅伯特·威爾遜提出。欧洲空间研究组织（European Space Research Organisation，ESRO）當時正計畫進行一個「大天文衛星」（Large Astronomical Satellite，LAS）計畫，並試圖從天文界所提出的建議中決定目標和設計。威爾遜帶領的英國天文學家團隊提出了紫外線攝譜儀計畫，並且其設計建議於1966年被接受了。
但是因為管理問題和預算超支，導致 LAS 計畫於1968年被取消。威爾遜的團隊縮小計畫規模，並重新提出預算較低的建議案，但並未和宇宙射線衛星一樣被優先選擇。他們並未放棄這個紫外線衛星的構想，因此將這項計畫送交美國 NASA 的相關主管利奥·戈德堡，並於1973年被批准。本計畫因此被更名為「國際紫外線探測衛星」。

### 設計與目的
本計畫一開始設計就是實時操作，而非遙控。因此它必須被發射進軌道週期和恆星日相等（23小時56分）的地球同步軌道。在這個軌道的衛星可以被地球上一個特定地點長時間監測，使衛星可以長時間接收資料到單一地面接收站。哈伯太空望遠鏡等大多數太空望遠鏡都是在近地軌道，因此大多數時間都是自主控制，地面只能短時間監測。以哈伯為例，它的軌道高度約600公里，而地球同步軌道的平均高度為3萬6千公里。
除了可以和地面站長時間通訊以外，地球同步軌道還可讓衛星連續觀測大片天區。因為這種軌道和地表距離較遠，地球在天區所佔面積較從近地軌道衛星所見要少。

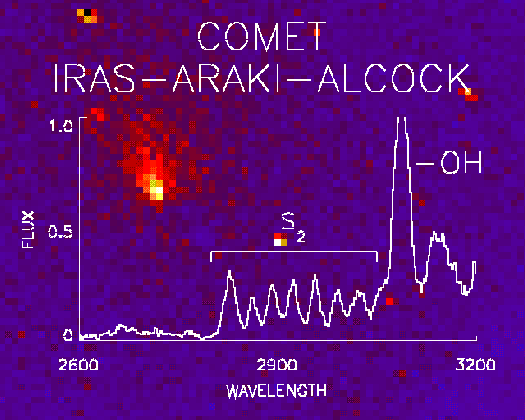
IRAS—荒貴—阿爾科克彗星是在1983年發現的第七顆彗星。本圖合併了 IUE 所搭載的微小誤差感應器顯示的朦朧彗尾和長波冗餘光譜，可顯示硫和羟基的分子發射線。

將衛星發射入地球同步軌道所需要的能量遠高於發射入近地軌道。這代表望遠鏡的體積需要相對較小，因此望遠鏡主鏡口徑45公分，總重量312公斤。相較之下，哈伯太空望遠鏡的重量11.1公噸，主鏡口徑2.4公尺；目前最大的地面光學望遠鏡是加那利大型望远镜，主鏡口徑10.4公尺。較小的主鏡代表接收的光量較少，因此空間解析度也較大主鏡的望遠鏡低。
在任務開始時，望遠鏡的既定目標如下：
- 獲得各光譜類型恆星的高解析度光譜資料，以確認其物理性質。
- 研究聯星系統周圍的氣體流
- 以低解吸度光譜觀測低亮度恆星、星系和類星體，並以高解析度光譜為參考進行研究。
- 對行星和彗星進行光譜觀測。
- 反覆觀測光譜會變化的天體。
- 研究星際物質對恆星光的影響。

### 製造和工程技術

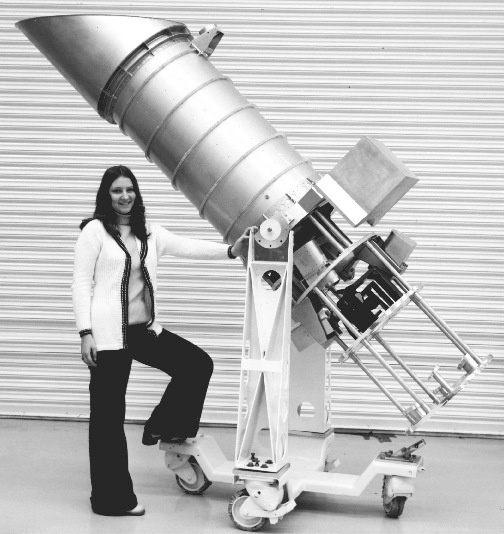
IUE 科學硬體設備的核心。望遠鏡筒和遮陽板從支撐座的樞軸延伸，照相機位於正下方，並且部分反射鏡和繞射光柵位於底部。自組件中點延伸的盒狀物在太空探測器的陀螺儀位置上。

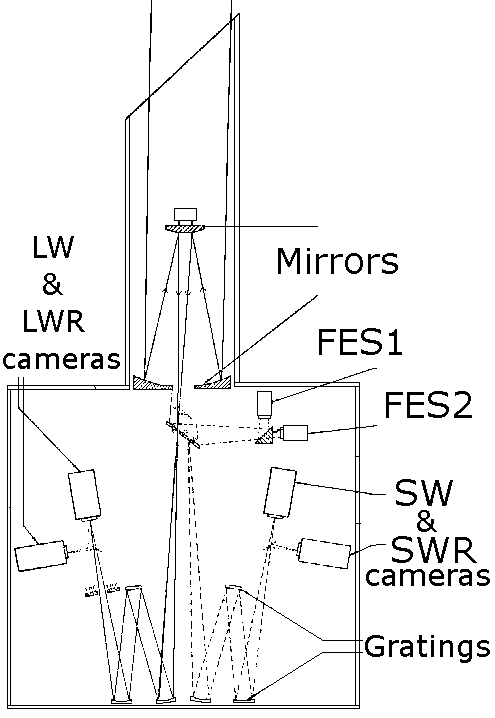
望遠鏡簡易光路圖。

本望遠鏡是美國國家航空暨太空總署、欧洲空间研究组织（1975年改組為歐洲太空總署）和英國自然科學及工程研究委員會的聯合計畫。 SERC 提供一個供攝譜儀使用的光导摄像管（Vidicon）以及科學儀器的控制程式。ESA 提供一個太陽能電池陣列作為探測器動力來源，以及位於西班牙卡尼亚达新镇歐洲太空天文中心內的地面觀測設備。NASA 提供望遠鏡、攝譜儀和太空探測器本體以及發射載具，並且另一套地面觀測設備設於戈达德太空飞行中心。
根據協議，本計畫的出資單位中 NASA 將分配到三分之二的觀測時間，ESA 和 SERC 各分配到六分之一的觀測時間。

### 鏡片
IUE 的望遠鏡是屬於反射式的里奇-克萊琴望遠鏡，其主鏡和次鏡都是雙曲面鏡。望遠鏡主鏡口徑45公分，可提供視野16角分（太陽或月球在天球上的視直徑一半）的高解析度影像。並且為了減輕重量、預算的控制和光學品質，主鏡是以金屬鈹製作，副鏡以熔融石英製作

### 儀器

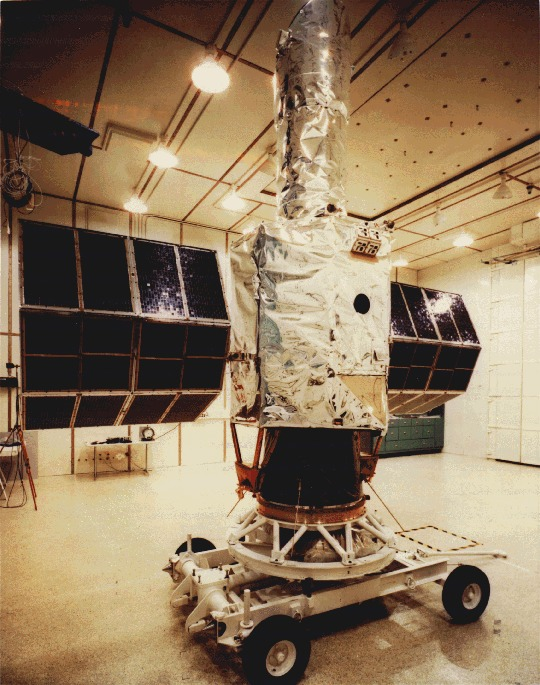
組裝完成的 IUE，望遠鏡筒位於上方，太陽能板展開中。

IUE 的儀器由對望遠鏡進行指向和導引的微小誤差感應器（Fine Error Sensors，FES）、高與低解析度攝譜儀各一和四個感應器組成。
儀器中有兩組微小誤差感應器，它們的第一個用途是已可見光拍攝視野中的影像。這兩組感應器可以拍攝到光度大約是肉眼在地表可見最暗恆星一千五百分之一的視星等14等恆星。影像傳輸到地面站後，觀測人員就可驗證望遠鏡指向正確的視野，並且對準確定的觀測天體。如果被觀測的天體視星等小於14等，觀測人員會將望遠鏡指向可被觀測的恆星，然後進行偏移以確認天體座標。這個步驟的天體指向精確度通常低於2角秒。
微小誤差感應器的拍攝功能是望遠鏡唯一的獲取影像能力，並且是在紫外線波段，而且只記錄光譜。因此該感應器配置兩組攝譜儀，分別是短波攝譜儀和長波攝譜儀；兩者觀測的波長範圍分別是115到200奈米和185到330奈米。每組攝譜儀都有高解析度和低解吸度模式，光譜解析度分別是0.02和0.6奈米。
攝譜儀可使用兩個觀測孔的其中任何一個。較大的觀測孔是一個視野大約10 × 20角秒的狹縫；較小的則是視野直徑約3角秒的圓孔。望遠鏡光學系統的品質讓點光源的直徑大約3角秒，因此必須使用較小的觀測孔進行非常精確的指向，並且不需要接收天體輻射的所有光線。較大的觀測孔相當常用，較小的則只在較大視野中有不希望存在的天體發射的輻射時使用。
每個攝譜儀上裝有兩個照相機，一個是主要使用的，另一個則是備用的。四組照相機分別命名為 LWP、LWR、SWP 和 SWR，P 代表主要的、R 代表備用的、而 LW/SW 則代表短/長波長。這些照相機是只能觀測可見光的電視照相機，並且從望遠鏡和攝譜儀收集的光會先進入一個將紫外線轉為可見光的轉換器。這是一個銫－碲陰極，在可見光下不反應，但碰到紫外線光子時會因為光電效應而釋放電子。釋放的電子被電視照相機接收後會累積數小時訊號，並在曝光結束時傳送到地球 。

## 任務

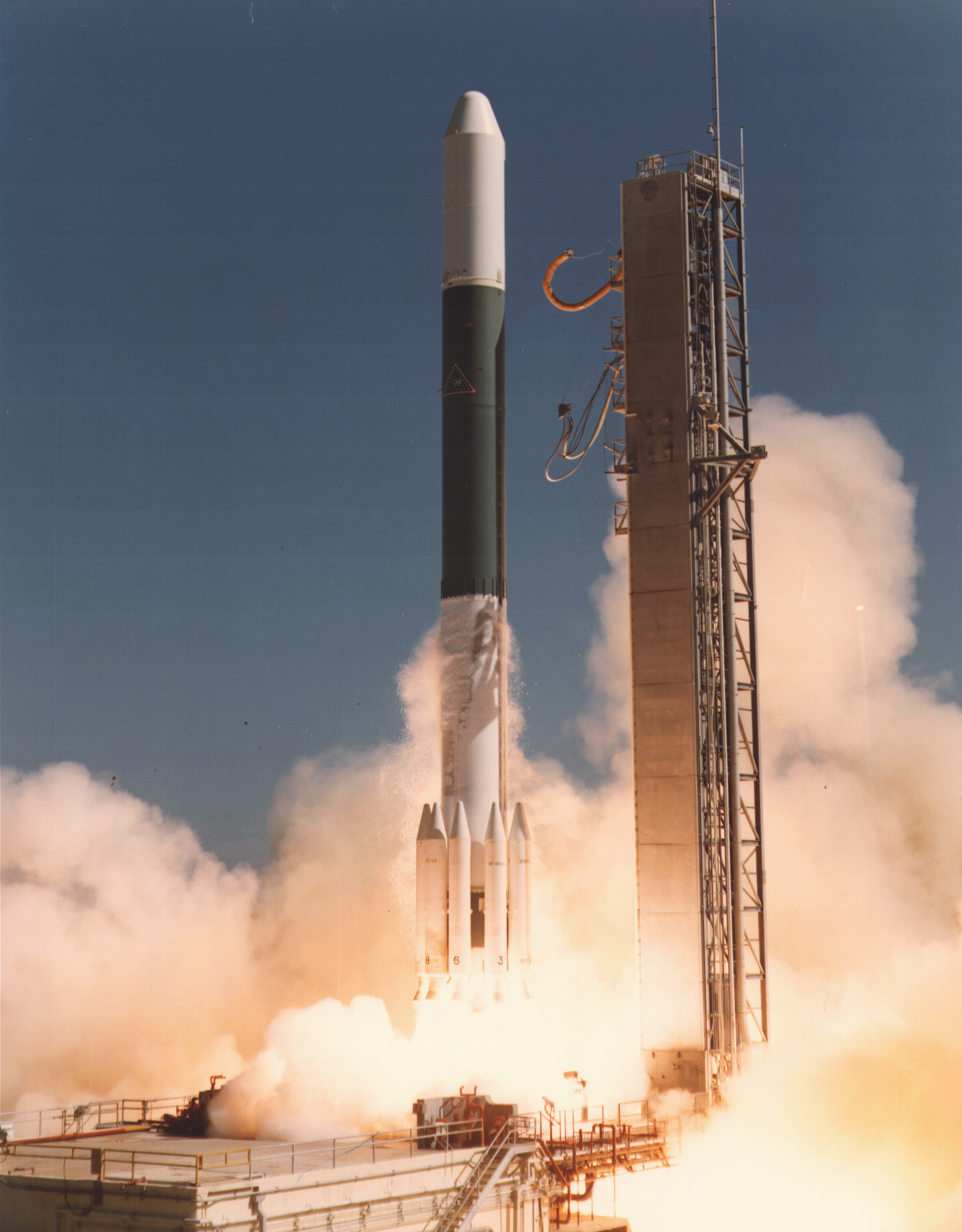
IUE 於1978年1月26日由三角洲2914型火箭發射。

### 發射
於1978年1月26日在美國佛羅里達州卡纳维拉尔角以三角洲系列運載火箭發射。它被發射到轉移軌道後由探測器上的火箭推進入計畫的地球同步軌道。該軌道相對地球赤道的傾角是28.6°，軌道離心率0.24。這代表衛星和地球距離在25,669至45,887公里之間變化。而地表追蹤起初是以大約西經70度為中心。

### 調試
IUE 任務的首60日被指定為調試期，並分為三個階段。首先，當儀器一開啟就馬上觀測一小部分高優先的目標天體以確認在早期的失效狀態中獲得一些資料。首個光譜資料來自大熊座恆星瑤光，它是在發射後3日為了校正而觀測獲得的。第一批科學觀測目標天體包含了月球以及火星到天王星等各行星、海山二等高溫恆星、天苑四等低溫恆星、黑洞候選者天鵝座X-1、以及M81和M87等星系。
第二階段探測器會進行測試和優化。望遠鏡會進行對焦，並且各波段的主要和備用相機都進行測試。測試中發現 SWR 相機不能正常運作，因此在整個任務中使用 SWP 相機。起初該相機遭受嚴重的電子噪音干擾，但噪音來源卻追溯到發射後用來對準望遠鏡方向的感應器。一旦感應器關閉，相機就可如預期運作。然後在將相機調整到最佳性能，再進行望遠鏡迴轉和指向的評估以及優化。
最後是對影像品質和光譜解析度進行研究和描述，並且觀測著名恆星以校正望遠鏡、攝譜儀和照相機。
在以上三個階段完成後，IUE 的常規操作階段於1978年4月3日開始。大部分的優化、評估和校正作業並未完成，但科學家已相當了解望遠鏡開始進行常規科學觀測時的狀態。

## 使用
IUE 的觀測時間分配是根據 NASA、ESA 和 SERC 在衛星製造時的相對貢獻城度分配：三分之二的時間是 NASA 使用，ESA 和 SERC 各使用六分之一的時間。望遠鏡時間的取得是透過遞交建議書，並且每年都會進行一次審查。三個機構各自獨立分配自己所屬的觀測時間，任何國家的天文學家都可以向自己所偏好的單位申請觀測時間。
如果天文學家獲得觀測時間，其分配到的時段將會被列入計畫表中。而天文學家必須到地面站操作衛星，讓天文學家可以看到並評估其獲得得的資料。這種操作模式和大多數其他的太空望遠鏡相當不同，因為其他計畫的資料並非實時送給相關天文學家，因此 IUE 的模式較像地面望遠鏡。

### 地面支援
IUE 的大部分任務時間中是將1日分成3個各8小時的時段進行操作，其中兩個時段由位於美國馬里蘭州戈达德太空飞行中心（GSFC）的人員操作，另一個則是由位於西班牙馬德里附近卡尼亚达新镇的歐洲太空總署地面站操作。因為它的軌道是橢圓形，探測器每天都會有部分時段在范艾伦辐射带內，在這段時間內進行的科學觀測會有較高的背景雜訊。這段時間在每日美國方面操作的第二個時段內，因此科學家主要利用這段時間進行探測器觀測效正和內部檢查，以及短時間曝光就可進行的科學觀測。
在西班牙和美國之間每日要進行兩次必要的跨大西洋切換電話聯繫。地面站之間的觀測並不協調，將會使切換後進行觀測的天文學家進行望遠鏡方向調整時不知道要指向哪個方向。這有時意味著改變觀測目標將會以漫長的指向程序開始，但這讓安排觀測時段時允許最大的彈性。

### 資料傳輸
IUE 每次觀測結束時資料都會實時傳到地面站。IUE 的照相機會讀出尺寸768×768像素的影像，並且會以類比數位轉換器轉換為8位元动态范围的資料。接著資料會以探測器上六個傳輸器的其中一個送往地面站。四個設在探測器周圍的傳輸器是在S波段使用，使探測器在各種姿勢下都可將資料傳回地面；而兩個 VHF 的傳輸器可在較低頻寬下對任何方向傳輸資料，並消耗較少電力。VHF 傳輸器在位於地球陰影處使用，並且電力來源是電池，而非太陽能。
在正常操作中，觀測者可以讓望遠鏡保持相同姿勢約20分鐘讓資料傳輸。如果觀測者選擇重覆觀測或轉移到下一個目標，則可以在下次觀測時將資料傳回地球。
傳輸的資料原本只用於快速預覽，稍後工作人員對此進行了完整校正。接著天文學家在處理後以郵寄磁带的方式傳送資料，花費約一星期。從觀測日開始六個月的時間是只有觀測者才能處理的專有期間，之後資料開放給所有人使用。

## 科學結果

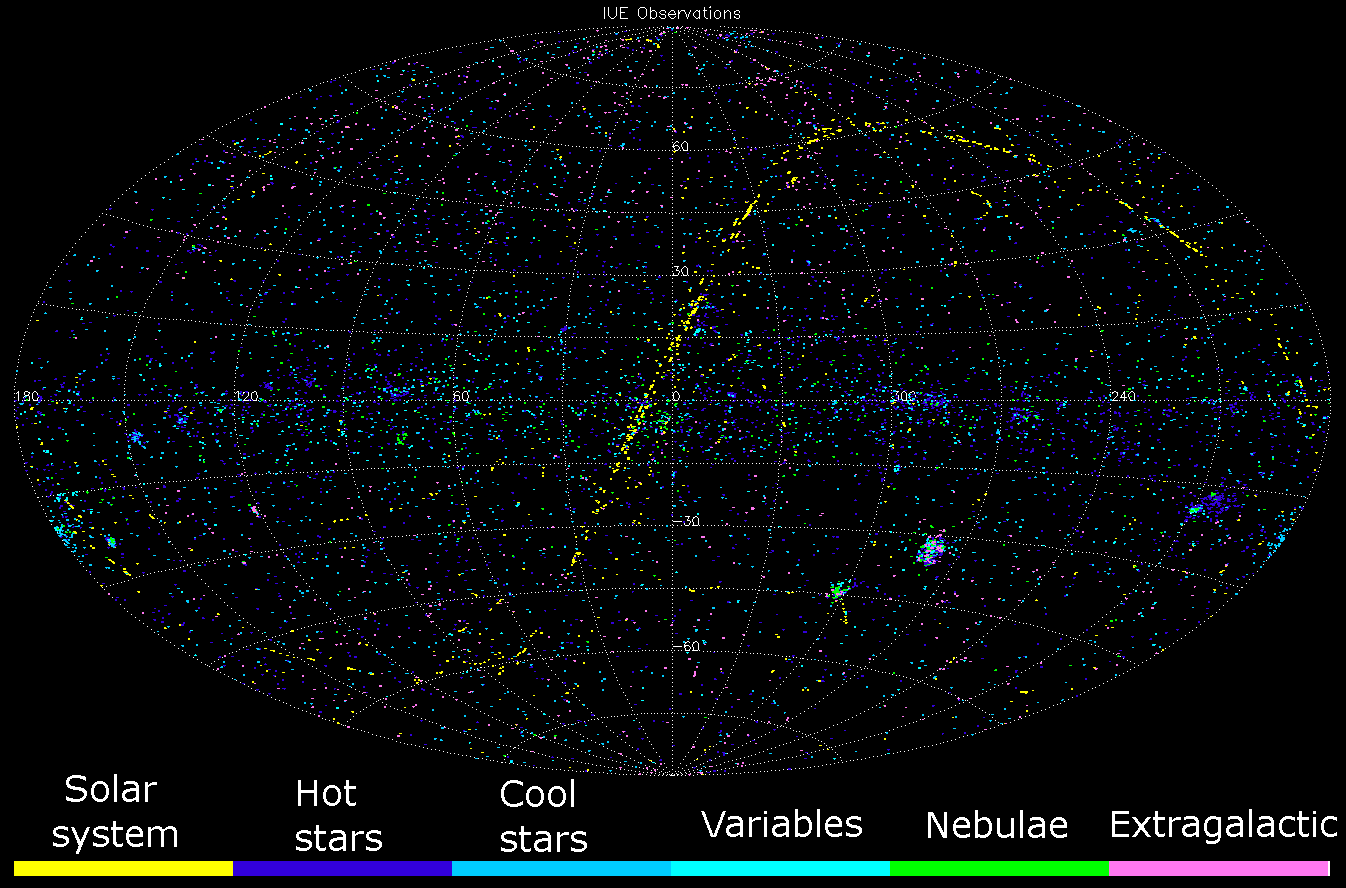
依據 IUE 觀測結果繪製的全天投影圖。

IUE 讓天文學家首次看到許多種天體發出的紫外線，並且開始在紫外線波段下研究近自太陽系，遠至類星體的各類天體。在任務期間數百位天文學家使用 IUE 進行觀測，並且在任務的前十年中有超過1500篇基於 IUE 資料的同行評審論文出版。國際天文聯會的九個專題研討會是討論 IUE 的相關科學成果。

### 太陽系
IUE 觀測了太陽系所有的行星，除了水星因為與太陽之間最大距角只有28°，在望遠鏡無法觀測的太陽周圍45°範圍內而沒有被觀測。IUE 發現金星大氣層內一氧化硫和二氧化硫含量在1980年代期間大幅下降。至今仍未完全了解下降的原因，但有一假說是金星大氣層內的硫化物來自大規模火山活動，火山活動的停止造成硫化物含量下降。
哈雷彗星在1986年到達近日點時，IUE 對它進行了深入觀測，並且是和其他地面望遠鏡以及其他太空探測器一起進行。紫外線光譜資料被用來估計彗星塵埃與氣體的流失率，IUE 的觀測允許天文學家推測出在彗星通過內太陽系期間失去總共3×108公噸的水。

### 恆星
IUE 的研究中最明顯的一些成果是高溫恆星。表面溫度超過10,000 K的恆星發出的輻射大多是紫外線；如果天文學家只研究紫外線，將會流失許多資訊。絕大多數恆星的表面溫度低於太陽，但有部分大質量且高亮度的高溫恆星會散出大量物質進入星際空間，而且大多數恆星的演化終點白矮星剛形成時的表面溫度更可高達100,000 K。
IUE 發現許多聯星系統是主序星和白矮星的結合，例如白矮星就是這類的系統。在可見光下主序星的亮度遠高於白矮星，但紫外線下白矮星的亮度和主序星相當甚至更高。白矮星表面較高的溫度代表它輻射較多的短波輻射。在這樣的系統中，白矮星原本是質量更高的恆星，但在演化的最末期失去大部分質量而形成白矮星。對聯星系統的成員星運動觀測是唯一一種直接測量恆星質量的方式。觀測位於大不相同階段的這類聯星系統可以用來判定恆星質量與演化過程的關係。
質量在太陽10倍以上的恆星會有相當強烈的恆星風。太陽因為太陽風每年損失10−14倍太陽質量，而太陽風速度最高可達750 km/s；但大質量恆星的質量損失率最高可達太陽損失率的10億倍，並且恆星風速每秒數千公里。這些恆星的年齡約數百萬年，並且恆星風會使大量質量流失，並且對恆星是否會成為超新星有決定性影響。恆星直亮的損失最早是在1960年代由探空火箭上的望遠鏡發現，不過 IUE 允許天文學家觀測非常大量恆星，讓天文學家得以有足夠資料研究質量損失和恆星質量以及光度的關係.。

### SN 1987A
1987年時，大麥哲倫星系中的一顆恆星爆炸成為超新星，即為 SN 1987A。這個天文事件對天文學界造成極大影響。因為該超新星是距離地球最近的超新星之一，並且是望遠鏡發明以前克卜勒超新星於1604年爆炸以後首顆肉眼可見的超新星。因為這顆超新星距離地球相當近，這個研究超新星的機會促使天文學家對它進行大量觀測，並且 IUE 於該超新星被發現後14小時即對它進行首次觀測。
IUE 的資料確定該超新星的前身星是藍超巨星，而當時的理論都明顯認為是紅超巨星。哈伯太空望遠鏡拍攝前身星的影像發現它周圍有一個星雲，被認為是爆炸前質量流失形成的。IUE 對該超新星物質的研究發現了富含在質量高於太陽的恆星中常發生的核反應碳氮氧循環造成的氮。天文學家因此認為該恆星原本是紅超巨星，之後物質向太空中散失而形成藍超巨星，最終爆炸。

### 星際物質
IUE 被廣泛用於研究星際物質。星際物質的觀測通常是藉由觀測高溫恆星或類星體等背景天體的方式進行。星寄物質會吸收來自背景天體的光，因此可用以研究組成和移動速度。IUE 其中一個早期發現是銀河系被一個巨大的氣體暈環繞，也就是所謂的銀冕。被宇宙線和超新星加熱的氣體會擴散到銀河系盤面上和下方數千光年遠。
IUE 的資料對於研究遠方天體的光如何被視線方向上的塵埃影響是非常重要的。幾乎所有的天文觀測都會被星際物質的星際消光影響，因此大多數天文影像和光譜分析的第一個步驟就是消光。IUE 的資料顯示在銀河系內，星際物質造成的消光可以使用數個公式良好地描述。與波長相關的相對消光變化顯示在各方向的消光成度變化不大，只和絕對吸收量變化有關。其他星系內的星際消光也可以用類似的定理描述。

### 活動星系核
IUE 幫助天文學家對活动星系核（AGN）的了解大幅增進。在進行該任務以前只有第一個被發現的類星體 3C 273 是唯一在紫外線下被觀測的 AGN。IUE 的資料讓天文學家得知 AGN 在紫外線波段的狀況。
一個特殊的目標天體是最明亮的西佛星系 NGC 4151。在 IUE 發射後不久就開始對它觀測，一組歐洲天文學家聚集觀測時間以反富觀測該星系以量測該星系的紫外線輻射隨時間改變狀況。他們發現該星系在紫外線下的光度超過可見光和紅外線。天文學家使用 IUE 對該星系的觀測資料研究中心的黑洞，並推測該黑洞的質量在5000萬到1億倍太陽質量。紫外線輻射的變化時間大約是數日，這顯示發射輻射的範圍只有數個光日。
對類星體的觀測是探測星系際空間的方式。在地球和被觀測的類星體之間存在的中性氫氣體雲將會吸收部分來曼系的輻射。因為類星體和氣體雲與地球的距離不同，並且會因為哈勃定律而有不同的移動速度，造成類星體光譜在波長比萊曼α短的區域會產生稱為「森林」的吸收線特徵。在 IUE 發射以前，僅能在極遠的類星體進行萊曼α森林的觀測，這是因為紅移造成譜線移動至可見光波段。IUE 讓天文學家可以研究較近類星體的萊曼α森林光譜；天文學家也以這些資料確認在距離地球較近區域較少中性氫氣體雲。這暗示氫氣體雲隨著時間逐漸形成星系。

## 任務結束
IUE 原始設計是要使用三年，並預計最多能使用五年，但它的使用時間卻遠超過原始設計所要求的標準。雖然有時候會因為硬體故障造成觀測困難，但仍以創新技術克服了這些問題。例如 IUE 搭載了六個陀螺儀使探測器保持固定姿勢，而陀螺儀先後在1979、1982、1983、1985和1996年一個個故障，最後只剩下一個可正常使用的陀螺儀。望遠鏡要能在可控制狀態下保持姿勢必須要用兩個陀螺儀配合望遠鏡的太陽感應器操作。即使第五個陀螺儀損壞仍可使用太陽感應器、微小誤差感應器和剩下的一個陀螺儀保持望遠鏡三維空間下的穩定。而在整個任務期間望遠鏡仍保持完整功能。
1995年時 NASA 因為預算考量，幾乎使任務中止；不過操作的時段被重新分配。ESA 在之後一天可操作16小時，GSFC 則剩下8小時。ESA 的16小時時段被用來進行科學觀測，GSFC 的8小時只用來進行系統維護。1996年2月時因為長期預算刪減，讓 ESA 決定不再維持探測器運作。探測器於同年9月停止操作，9月30日所有剩餘的火箭燃料聯氨被排出，電池的電耗盡並被關閉，當日1844 UT，電波傳輸器關閉，探測器因此和地面失聯。
IUE 被關機後仍在地球同步軌道上環繞地球，並且因為它的位置遠高於地球大氣層頂，因此很可能永遠留在該軌道。因為地球並非真正的球體，地球重力場異常會讓它傾向於自原本約70°W的位置西偏到約110°W。在任務執行期間這個偏移會以隨時啟動火箭的方式修正，任務結束後因為不再受到控制，將會向原處的西方偏移。

### 資料庫
IUE 的資料庫是天文界最被頻繁使用的資料庫之一。從任務一開始的資料就開始存入，並且每個人都可免費進入資料庫並取得資料。但較早期的幾年任務期間万维网並不普及，因此要取得這段時間資料的使用者必須親自前往位於科羅拉多大學或戈达德太空飞行中心的區域資料分析中心。
1987年時可以撥接到 GSFC 的電腦以取得資料的電子檔案。總共23 Gb的資料量被存放於和電腦連線的大容量儲存設備。當時的使用者撥打一次電話後，可在10到30秒內檢索到一次觀測。
任務進行到第二個十年時，計畫團隊開始進行最終的歸檔計畫。在整個任務期間，校準技術改進，並且最終的資料縮減程式也使校準技術較早期大幅進步。今日所有可取得的原始資料都使用了最終版本的資料縮減程式進行重新校準，建立了統一且高品質的資料庫。今日 IUE 的資料庫由太空望遠鏡科學研究所管理，並可由全球資訊網取得資料。

### 對天文學的影響
IUE 的任務執行時間相當長，並且它幾乎只提供紫外線觀測資料，因此對天文界有相當大的影響。任務結束時它被認為是遠比其他先前太空望遠鏡成功的任務，並且提供了更多資料。在 IUE 任務結束後多年它的資料庫仍是天文界最被頻繁使用的資料庫。目前在全世界已有超過250篇博士論文、幾乎4000篇已發表的同行評審論文是基於 IUE 的資料，其中包含了一些最常被引用的天文論文。基於 IUE 資料的最常被引用論文是關於星際紅化性質的研究，至今已被引用超過4000次。相較之下，哈伯太空望遠鏡至2013年已觀測了23年，並且有幾乎1萬篇已發表的同行評審論文是基於哈伯的資料。